# Roberto Belo Amaral Soares
Roberto Belo Amaral Soares (* 13. Mai 2002) ist ein osttimoresischer Leichtathlet, der sich auf den Mittelstreckenlauf spezialisiert hat.

## Karriere
Erste Erfahrungen bei internationalen Meisterschaften sammelte Soares bei den Asienspielen 2018 in Jakarta, bei denen er im 1500-Meter-Lauf mit 4:07,92 min in der ersten Runde ausschied. Im Jahr darauf durfte er dank einer Wildcard an den Weltmeisterschaften in Doha im 800-Meter-Lauf teilnehmen und schied dort ebenfalls mit 2:02,43 min im Vorlauf aus. Anschließend belegte er bei den Südostasienspielen in Capas in 2:01,64 min Rang elf über 800 Meter und wurde über 1500 Meter in 4:15,51 min Fünfter.

## Bestleistungen
- 800 Meter: 1:58,08 min, 29. April 2019 in Darwin
- 1500 Meter: 4:07,92 min, 29. August 2018 in Jakarta